# Nina Dobrev
Nikolina Kamenova Dobreva (Sofija, 9. siječnja 1989.), bugarsko-kanadska je glumica. Najpoznatija je po ulozi Elene Gilbert u TV seriji "Vampirski dnevnici".

## Životopis
Nina Dobreva rođena je 9. siječnja 1989. u Sofiji, Bugarska, a odselila je u Kanadu u dobi od dvije godine, gdje je odrasla u Torontu, Ontario.  Tečno govori francuski, engleski i bugarski jezik. Njezina majka je umjetnica, a otac računalni znanstvenik. Ima jednog starijeg brata. Još od malih nogu, pokazala je veliki entuzijazam i talent za umjetnost: ples, gimnastiku, kazalište, glazbu, vizualnu umjetnost i glumu. 
Nina Dobrev je pohađala J. B. Tyrrell Sr. Public School i Wexford Collegiate School za umjetnost u Scarborough, Ontario. Pohađala je Ryerson University, studij sociologije. Napustila ga je u 2008. kako bi započela glumačku karijeru.

## Karijera
Posao modela doveo ju je do reklama, koje su tada pretvorene u filmske audicije. Ubrzo nakon toga, zabilježila je uloge u igranim filmovima uključujući Uspomene jednog bjegunca, Daleko od nje, Never Cry Werewolf, i televizijskoj seriji Degrassi: The Next Generation. Glumila je u nekoliko životno izvornih filmova. Također se pojavila u MTV filmu The American Mall na CTV. Glumila je u CW drami Vampirski dnevnici, Glumi 3 uloge Katherine Pierce, vampiricu koju su voljela ista braća dok je još bila čovjek tijekom Američki građanski rat, Katherininu dvojnicu Elena Gilbert, djevojku koja je uhvaćena između iste braće vampira, Damona i Stefana Salvatorea, Amara je bila prva dvojnica, postala je besmrtna zbog velike ljubavi prema njenom voljenom Silas.Vampirske dnevnike napustila je nakon završene 6.sezone,a kruže glasine da bi se mogla vratiti u 8.sezoni.
Također je imala manju ulogu u trileru Chloe, koju je objavila tvrtka Sony Pictures Classics 26. ožujka 2010. Film je doživio komercijalni uspjeh.
U kolovozu 2010, Dobrev se pojavila na otvaranju skice 62. Primetime Emmy Awards.
U travnju 2011, prijavila se za ulogu Candice u filmskoj adaptaciji The Perks of Being a Wallflower, s Logan Lerman, Emma Watson i Paul Rudd. Snimanje je počelo u svibnju te godine u Pittsburgh, Pennsylvania, a scene je završila 27. lipnja.2014. godine je imala epizodnu ulogu u seriji The Originals gdje je glumila dvojnicu svog lika iz Vampirskih dnevnika.